# Bennia birmanica
Bennia birmanica är en insektsart som först beskrevs av Bolívar, C. 1931.  Bennia birmanica ingår i släktet Bennia och familjen Chorotypidae. Inga underarter finns listade i Catalogue of Life.